# Top lista nadrealista
Top lista nadrealista (dobesedno »seznam največjih nadrealistov«) je bila radijska komedija, ki so jo predvajali na Radio Sarajevo in kasneje na TV Sarajevo v osemdesetih in zgodnjih devetdesetih letih dvajsetega stoletja. Top lista nadrealista se je začela predvajati leta 1981 v sklopu oddaje Primus na Radiu Sarajevo. Oddaja je zaslovela, dobila reden termin za predvajanje in leta 1984 dobila še izpeljano televizijsko serijo.
Oddaja je bila večinoma sestavljena iz politične satire, pa tudi humorja, povezanega z miselnostjo ljudi v nekdanji Jugoslaviji v obliki skečev, ki so postali znani v nekdanji Jugoslaviji. V poznih osemdesetih in zgodnjih devetdesetih letih dvajsetega stoletja so številni skeči obravnavali tedanje politične razmere, ki so bile uvod v jugoslovanske vojne. Nekateri skeči so se izkazali za preroške, saj so opisovali stvari, kot so delitev Sarajeva na različne republike, ena družina, razdeljena na dva klana, ki se borita za nadzor nad prostori v stanovanju, "pomembna" prisotnost mirovnih sil ZN in njihovo dolivanje goriva na ogenj v tem konfliktu.
V nekaj mesecih konec leta 1984 in v začetku leta 1985 je bila predstava odpovedana. Del zasedbe, ki je ustvarjala predstavo, večinoma tako igralcev kot piscev, je bilo članov rock skupine Zabranjeno pušenje. Med koncertom na Reki je pevec skupine in eden od članov Nadrealistov Nele Karajlić po okvari ojačevalca znamke Marshall naredil besedno igro z besedami: »Crk'o Marshall!«, kar so mnogi razumeli kot namig na smrt Josipa Broza - Tita, ki je imel istoimenski vojaški čin. Skupino in predstavo je verbalno napadlo več komunističnih organizacij in nadrealisti so se morali nekaj časa izogibati javnosti. Predstava se je brez večjih nasprotovanj nadaljevala spomladi 1985.
Nadrealisti so imeli povsem pacifistične nazore in so pogosto uporabljali absurd za opisovanje bližajoče se vojne, na primer z opozorilom, da bi lahko "prekinila mir in uničila bosansko harmonično vojno" ali z dajanjem zaskrbljujočih navodil, kako naj gledalci ravnajo v primeru "miru".

## Po začetku vojne
Top lista nadrealista se je med vojno še naprej predvajala s spremenjeno zasedbo, večinoma kot radijska oddaja, ki se je začela z vrsticami, kot je "dober večer, vsi trije, ki še imate generatorje", pa tudi z nekaj televizijskimi nastopi. Kot komedija, postavljena v med vojno razdejano mesto, je vplivala na moralo prebivalcev. Predstava se je bolj neposredno ukvarjala z obdajajočo vojno realnostjo, posmehovala se je vsem trem stranem in vsakodnevni situaciji, v kateri so bili Sarajevčani med obleganjem.
Na primer, en skeč med vojno je prikazoval Srbe, kako aretirajo očitno nedolžne češke turiste, izgubljene na poti na morje, kot muslimanske skrajneže in teroriste. Drugi skeč prikazuje, kako muslimanski "hodža" otroka ozdravi od četniškega duha.
Leta 2007 je bila na RTL (na Hrvaškem) in FTV (v Bosni in Hercegovini) ter leta 2008 na srbski televiziji B92 predvajana spin-off serija z naslovom Nadreality Show, ki so jo producirali Zenit Đozić, Darko Ostojić in Elvis J. Kurtović.
Leta 2012 se je na Prva začelo predvajati nadaljevanje Nadrealista v režiji Neleta Karajlića. Igralsko zasedbo poleg Neleta sestavljajo Nikola Kojo, Zoran Cvijanović, Vesna Trivalić, Goran Sultanović, Miloš Samolov in številni drugi igralci.

## Igralci
- Zenit Džozič
- Branko Đurić Đuro
- Nele Karajlić
- Darko Ostojić
- Davor Sučić
- Boris Šiber
- Elvis J. Kurtović
- Dražen Ričl
- Davor Dujmović
- Faris Arapović
- Drale Karajlić
- Jadranko Dado Džihan
- Zlatko Arslanagić Zlaja